# UCI Oceania Tour 2005-2006
L'UCI Oceania Tour 2005-2006 és la segona edició de l'UCI Oceania Tour, un dels cinc circuits continentals de ciclisme de la Unió Ciclista Internacional. Està format per set proves, organitzades entre el 9 d'octubre de 2005 i el 29 de gener de 2006 a Oceania.
La victòria fou pel neozelandès Gordon McCauley, vencedor del Tour de Southland i de la contrarellotge i la cursa en línia dels Campionats d'Oceania de ciclisme en ruta.

## Evolució del calendari

### Octubre de 2005
| Data | Cursa                            | Cat. | Vencedor        | Equip                   |
| ---- | -------------------------------- | ---- | --------------- | ----------------------- |
| 9-15 | Herald Sun Tour                  | 2.1  | Simon Gerrans   | AG2R Prévoyance         |
| 22   | Melbourne to Warrnambool Classic | 1.2  | Jonas Ljungblad | Amore & Vita-McDonald's |

### Novembre de 2005
| Data | Cursa             | Cat. | Vencedor        | Equip                |
| ---- | ----------------- | ---- | --------------- | -------------------- |
| 7-12 | Tour de Southland | 2.2  | Gordon McCauley | Trek-Zookeepers Cafe |

### Desembre de 2005
| Data | Cursa                                 | Cat. | Vencedor        | Equip        |
| ---- | ------------------------------------- | ---- | --------------- | ------------ |
| 3    | Campionat d'Oceania de contrarellotge | CC   | Gordon McCauley | Nova Zelanda |
| 4    | Campionat d'Oceania en ruta           | CC   | Gordon McCauley | Nova Zelanda |

### Gener de 2006
| Data  | Cursa              | Cat. | Vencedor        | Equip           |
| ----- | ------------------ | ---- | --------------- | --------------- |
| 17-22 | Tour Down Under    | 2.HC | Simon Gerrans   | AG2R Prévoyance |
| 25-29 | Tour de Wellington | 2.2  | Hayden Roulston | Team Subway     |

## Classificacions finals
| Pos | Ciclista                | Equip                          | Punts  |
| --- | ----------------------- | ------------------------------ | ------ |
| 1.  | Gordon McCauley (NZL)   | Successfulliving.com           | 180,66 |
| 2.  | Logan Hutchings (NZL)   | -                              | 105    |
| 3.  | Clinton Avery (NZL)     | -                              | 100    |
| 4.  | Phillip Thuaux (AUS)    | Drapac Porsche                 | 78,2   |
| 5.  | Dominique Perras (CAN)  | Kodakgallery.com-Sierra Nevada | 76,2   |
| 6.  | Russell van Hout (AUS)  | Savings & Loans                | 75,2   |
| 7.  | Wesley Sulzberger (AUS) | Southaustralia.com-AIS         | 71,2   |
| 8.  | Timothy Gudsell (NZL)   | -                              | 62,66  |
| 9.  | David McCann (IRL)      | Giant Asia Racing Team         | 52     |
| 10. | Gregory Henderson (NZL) | Health Net-Maxxis              | 51,66  |

| Pos | Equip                          | País            | Punts  |
| --- | ------------------------------ | --------------- | ------ |
| 1.  | Successfulliving.com           | Estats Units    | 180,66 |
| 2.  | Southaustralia.com-AIS         | Austràlia       | 174,2  |
| 3.  | Drapac Porsche                 | Austràlia       | 147,4  |
| 4.  | Savings & Loans                | Austràlia       | 121    |
| 5.  | Health Net-Maxxis              | Estats Units    | 97,52  |
| 6.  | Kodakgallery.com-Sierra Nevada | Estats Units    | 84,2   |
| 7.  | DFL-Cyclingnews-Litespeed      | Regne Unit      | 62,66  |
| 8.  | Giant Asia Racing Team         | Taiwan          | 52     |
| 9.  | Marco Polo Cycling Team        | R.P. de la Xina | 49     |
| 10. | Unibet.com                     | Bèlgica         | 47     |

| \| Pos \| País \| Punts \| \| --- \| ------------ \| ------- \| \| 1. \| Austràlia \| 1.532,6 \| \| 2. \| Nova Zelanda \| 940,44 \| |              |         |
| Pos | País         | Punts   |
| 1. | Austràlia    | 1.532,6 |
| 2. | Nova Zelanda | 940,44  |